# Marineinfanteri
Marineinfanterister er soldater, der traditionelt indsættes amfibisk fra søen.
I moderne krigsførelse indsættes marineinfanteriet med forskellige midler såsom motorkøretøjer, fly, skibe etc., hvorfor en del af denne krigsførelse hedder amfibiekrigsførelse. Da marineinfanteristerne traditionelt indsættes fra søsiden, hører de i de fleste lande under marinen, heraf navnet. Ordet marineinfanterist forveksles på dansk ofte med en marinesoldat (orlogsgast).
Marineinfanterister er deciderede angrebsstyrker; deres primære formål er at bane vejen for alle de øvrige tropper ved, via kamp, at tage land og opbygge brohoveder. Stort set samtlige marineinfanterikorps i verden råder dog over en række specialenheder til andre typer mere specialiserede opgaver. Eksempler på sådanne opgaver kunne være entring af fjendtligt kontrollerede skibe, eksempelvis befrielse af kaprede handelsskibe ud for Afrikas Horn, samt rekognoscering, overvågning eller sabotage af fjendtlige havneanlæg, flådebaser og andre kystinstallationer. I Danmark foretages disse specialiserede opgaver typisk af Frømandskorpset.
På sejlskibenes tid var marineinfanterister udstationeret om bord på orlogsskibe. De skulle udfylde en række roller: i kamp skulle musketerer (senere skytter med mere moderne rifler) beskyde de fjendtlige skibes dæk i et forsøg på at rydde dem for soldater, mens andre infanterister med sværd i hånden derefter skulle forsøge at nedkæmpe modstanderens infanteri og øvrige besætning for at erobre de fjendtlige fartøjer (eller evt. forsøge at sætte dem i brand med f.eks. krudtpotter). I 1500- og 1600-tallet især havde visse enheder desuden piker samt kortere spyd; førstnævnte skulle bruges efter en landgang på en fjendtlig kyst – offensivt mod fjendens infanteri og defensivt mod kavaleriet - mens sidstnævnte kunne bruges både defensivt og offensivt under søslag – hyppigt slog man eksempelvis svømmende fjendtlige søfolk og soldater ihjel med spydstik fra joller foruden musketskud. Under almindelig sejlads kunne marineinfanteriet desuden bruges til at holde oprørske elementer blandt søfolkene under kontrol, især de søfolk som ufrivilligt var til søs – eksempelvis shanghajede, dømte kriminelle, fattige eller forældreløse, som i visse lande kunne tvinges til at gøre tjeneste om bord på orlogsskibe.

## Renæssancen
Verdens ældste eksisterende marineinfanterikorps er det spanske, oprettet i 1537 ovenpå erfaringerne fra landgangen i Tunis i 1535. Efter at Portugal kom i personalunion med Spanien i 1580 påbegyndtes særlig træning for infanteriregimenterne om bord den portugisiske højsøflåde og ostindiensfarerne på Carreira da Índia i 1585, og et decideret marineinfanterikorps oprettedes i 1621 som verdens næstældste. Frankrigs marineinfanterikorps, oprettet af Richelieu allerede året efter, er den tredjeældste i verden, og derefter følger Englands og Nederlandenes, oprettet i 1664 hhv. 1665. De iberiske rigers marineinfanterikorps var oprindeligt organiseret som de berømte spanske tercios, hvor alle infanterister var udrustet med sværd samt kyras og morion-hjelme, og dertil en tredjedel med musketter og en tredjedel med piker (deraf navnet tercios, som betyder en tredjedel). Pikenererne skulle først og fremmest anvendes i landgangsoperationer, som i Azorerne i 1583, mens musketererne kunne anvendes både defensivt og offensivt under nærkamp til søs, som i Lepanto i 1571. På trods af de iberiske krigsskibes langsommelighed i forhold til deres nordeuropæiske rivalers i den periode var de mange, tungt bevæbnede marineinfanterister de altid medbragte med rette frygtet i nærkamp, som det var tilfældet under Den Spanske Armada i 1588 og talrige træfninger mellem hollænderne og portugiserne i Østen i første halvdel af 1600-tallet, da englænderne hhv. hollænderne endnu ikke selv rådede over tilsvarende styrker.
Ordet marineinfanterister forveksles ofte i Danmark med ordet marinesoldater, der har samme betydning som orlogsgaster.

## Danmarks Marineeskadron
Marineinfanteriets historie i Danmark begynder i 1672 hvor Christian 5. etablerede Marineregimentet som blev garnisoneret i Lykstad. Marineregimentet fortsatte uforandret sin tilværelse frem til 1741 hvor det blev flyttet til Rendsborg og blev omdøbt til Bornholmske infanteriregiment. Senere hen blev Bornholmske infanteriregiment til Bornholms Værn som videreførte den danske marineinfanterikapacitet frem til nedlæggelsen i 2001.
Bornholms Værns tre infanteribataljoner var  det danske marineinfanteri:  grundet tilknytningen til det gamle danske marineinfanteri (Marineregimentet 1672-1741) der er en del af Værnets baggrund. Denne tilknytning gjorde at Bornholms Værn brugte to forskellige baretmærker. marineinfanteriet brugte et sejlskib (Christian V's navnetræk) som mærke, mens resten af regimentet og regimentets chef brugte en grif (Christian IV's navnetræk) som mærke. Griffen var regimentsmærket.
I 2014 blev 3. Marineeskadron (3. MARESK) opstillet på Almegårds Kaserne i Rønne på Bornholm og dermed fik Danmark igen en marineinfanterikapacitet. Enheden er underlagt III Opklaringsbataljon som er kadreret under Gardehusarregimentet og Marineeskadronen har til opgave at uddanne værnepligtige.
I 2015 fulgte TV 2 Bornholm et hold værnepligtige på Almegårds Kaserne og producerede dermed 6 afsnit som frit kan ses på TV2 Bornholms hjemmeside.

### Chefer for 3. Marineeskadron
- Nikolaj Lindberg januar 2014 - december 2015
- Per Bull januar 2016 - januar 2018
- Torben Rønne januar 2018 - nu

## Korps

### Et udsnit af nuværende korps
- Corpo de Fuzileiros, Portugal (1621)
- Corpo de Fuzileiros Navais, Brasilien (1808, da Portugals konge og hof flyttede til Rio de Janeiro under Napoleonskrigene. Brasilien blev selvstændigt i 1822)
- Infanteria de Marina, Spanien (1537, verdens ældste)
- Infanteria de Marina, Argentina, Chile, Colombia, Ecuador, Mexico, Peru, Venezuela
- Korps Mariniers, Nederlandene (1665)
- Marine Commandos, Indien (1987)
- Морская пехота, Morskaja Pekhota, Rusland (1705)
- Brigata San Marco, Italien (1713)
- Royal Marines, Storbritannien (1664)
- Troupes de Marine, Frankrig (1622)
- United States Marine Corps, USA (1775)
- 32η Ταξιαρχία Πεζοναυτών Mοράβας, 32 Taxiarhia Pezonavton "Moravas", Grækenland (korpset (1967) hører under hæren, men transporteres om bord flådens fartøjer)
- 中国人民解放军海军陆战队, Folkets Befrielseshærs Flådes Marineinfanterikorps, Kina (1979)

### Historiske korps
- Marineregimentet 1672-1741, Danmark-Norge
- Confederate States Marine Corps, Amerikas Konfødererede Stater
- Marinekorps, (Corps of Colonial Marines), England
- Marinekorps, (Tokubetsu Rikusentai), Japan
- South Africa Marine Corps, Sydafrika (1951-1990)